# Демидова Олена Валентинівна
Оле́на Валенти́нівна Деми́дова (нар. 16 червня 1982, Миколаїв) — українська стрибунка у висоту, майстер спорту міжнародного класу (2010), багаторазова призерка Чемпіонатів та Кубків України, міжнародних змагань з легкої атлетики.

## Життєпис
Народилася 1982 року у Миколаєві. Її батько — тренер Демидов Валентин Валентинович. Під керівництвом батька почала робити перші кроки у спорті та досягати вагомих результатів. У 2005 році стала майстром спорту України зі стрибків у висоту.
2007 року на Універсіаді України посіла друге місце. Фінал Кубка України в Києві приніс п'яте місце з результатом 1 м 85 см. На міжнародному турнірі «Меморіал Віктора Лонського» (Бердичів) стрибнула на 1 м 84 см.
На зимовому Чемпіонаті України з легкої атлетики-2008 показала результат 1 м 86 см. Того ж року на Кубку України в Ялті посіла другу сходинку. Визнана Миколаївською обласною федерацією легкої атлетики за підсумками виступів спортсменів-легкоатлетів у 2008 році кращою у своїй віковій категорії.
Срібна призерка Чемпіонату України з легкої атлетики-2009 — стрибок на 1 м 83 см. Такий же результат продемонструвала на XVI міжнародному турнірі «Меморіал Віктора Лонського».
2010 року перемогла на міжнародному турнірі з легкоатлетичних стрибків «Меморіал Олексія Дем'янюка» (Львів). Посіла перші місця в Кубку України, на Всеукраїнських змаганнях «Таврійські висоти». Чемпіонка України-2010. На Чемпіонаті світу в Катарі посіла п'ятнадцяте місце з результатом 1 м 85 см. Цього ж року встановила особистий рекорд — 1 м 92 см.
У 2012 році в Миколаєві на легкоатлетичних змаганнях Демидова вперше після перерви (народження доньки) повернулася в сектор стрибків; виступила з результатом 1 м 75 см.
2013 року на зимовому кубку Миколаївської області з легкої атлетики стрибнула на 1 м 80 см.